# Leon III (papież)
Leon III (ur. w 750 w Rzymie, zm. 12 czerwca 816) – święty Kościoła katolickiego, 96. papież w okresie od 26 grudnia 795 do 12 czerwca 816.

## Życiorys
Pochodził z biednej, mieszczańskiej rodziny południowoitalskiej; w momencie wyboru był kardynałem prezbiterem. Po swoim wyborze wysłał klucze od grobowca św. Piotra Karolowi Wielkiemu co miało oznaczać uznanie władzy króla nad państwem kościelnym. Karol Wielki odpowiedział, że będzie bronić Kościoła i papieża. Postępowanie papieża nie spodobało się części wpływowych arystokratycznych rodów rzymskich (m.in. kuzyna Hadriana I – Paschalisa – oraz skarbnika Campulusa), które zawiązały spisek i 25 kwietnia 799 zaatakowały Leona, próbując obciąć mu język i pozbawić oczu, a następnie pozbawiły urzędu oraz uwięziły w klasztorze.
Leon III uciekł i udał się do Karola Wielkiego do Paderborn, gdzie znalazł schronienie; jednak jego przeciwnicy oskarżyli go przed Karolem o cudzołóstwo i wiarołomstwo. Król Franków odesłał z eskortą papieża do Rzymu, gdzie dotarł 29 listopada. 1 grudnia 800 roku Karol Wielki wziął udział w synodzie, mającym na celu zbadanie oskarżeń względem Leona. 23 grudnia tego samego roku papież oczyścił się z zarzutów składając uroczystą przysięgę na Ewangelię w bazylice św. Piotra, a jego oskarżycieli skazano na śmierć, zamienioną potem na wygnanie.
25 grudnia 800 Leon koronował Karola Wielkiego na cesarza rzymskiego, po czym złożył hołd nowemu cesarzowi, przyklękając przed nim. Był to jedyny taki przypadek w dziejach papiestwa i w konsekwencji, według niektórych protestanckich historyków, doprowadził do podziału Kościoła na wschodni i zachodni, gdyż Karol, mając nieograniczoną władzę polityczną nad zachodnią częścią Kościoła, zezwolił w 810 roku na wprowadzenie do modlitw mszalnych nowego Credo (Filioque), opartego na pismach Augustyna i Ojców łacińskich, różnego w warstwie dosłownej od nicejskiego wyznania wiary, i to stało się trzy wieki później jednym z powodów rozdarcia Kościoła. Ponadto frankijski król wymógł na Leonie wyniesienie Salzburga do statusu metropolii (798 rok), a także potępienie adopcjanizmu Feliksa, biskupa Urgel.
W kontaktach z Kościołem w Anglii Leon pomagał królowi Eardwulfowi z Nortumbrii w odzyskaniu tronu, pozbawił paliusza biskupa Lichfield i rozstrzygał spory pomiędzy arcybiskupami Canterbury i Yorku. Po śmierci Karola Wielkiego w 814 roku papież wykrył spisek mający na celu zdjęcie go z urzędu i przeprowadził proces, czego efektem było skazanie wielu osób na śmierć.
Papież Leon III został pochowany w bazylice św. Piotra, a dzień jego pamięci liturgicznej jest obchodzony 12 czerwca. Został kanonizowany w 1673 przez Klemensa X.